# Шарм-эш-Шейх
Шарм-эш-Шейх (араб. شرم الشيخ‎, также Шарм-эль-Шейх, до 1982 года — Офира (ивр. אופירה‎)) — город-курорт в Египте на южной оконечности Синайского полуострова на побережье Красного моря Египетской ривьеры. Один из районных центров мухафазы Южный Синай.
Расстояние от Каира по автодороге 500 км, протяжённость авиатрассы 385 км.

## География

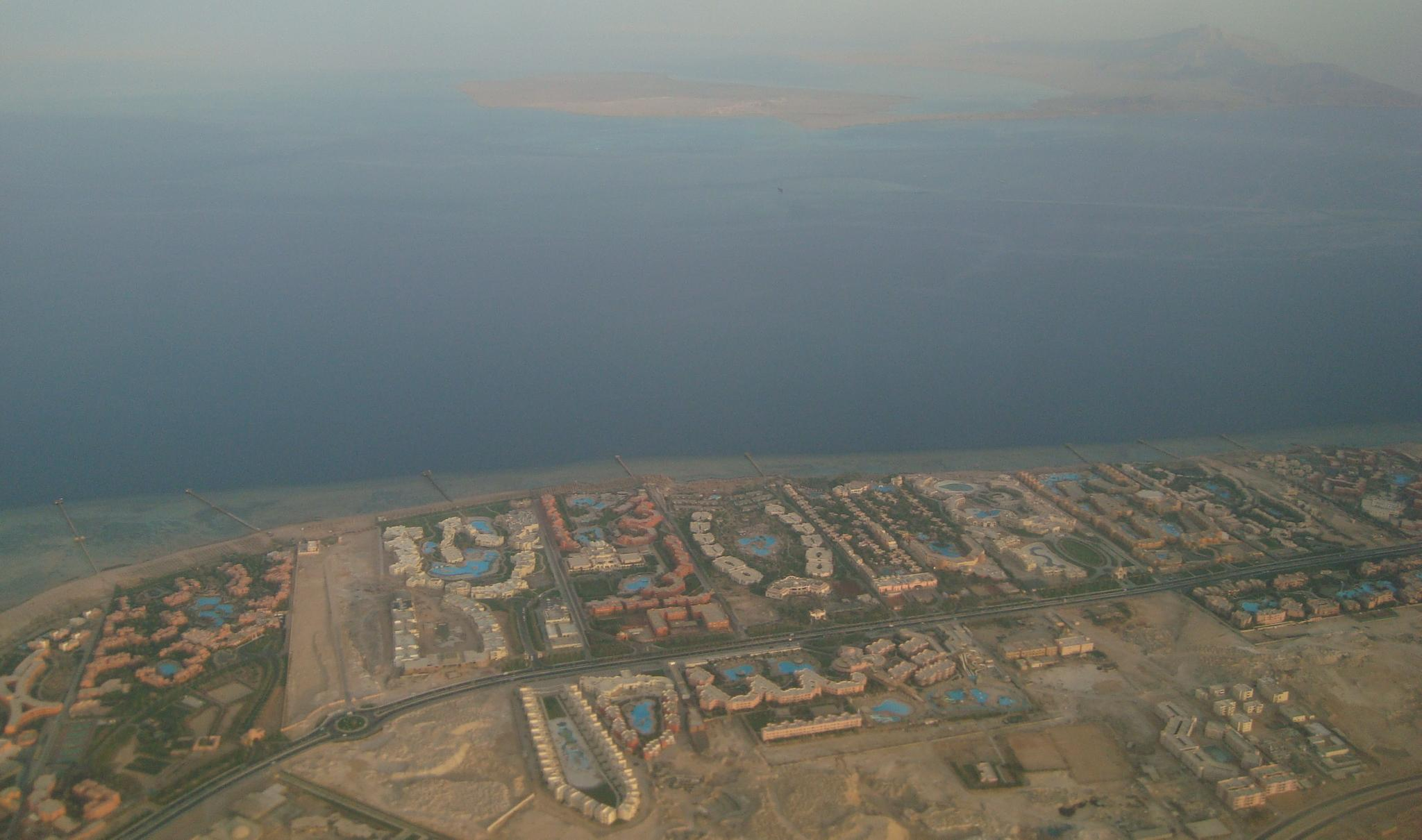
Новая и продолжающаяся застройка напротив острова Тиран

Peace Road — главная магистраль Шарм-эш-Шейха

Исторически в городе не велось сплошной единовременной застройки, и поэтому он растёт путём развития множества отдельных районов. Главная магистральная улица города — проспект Peace Road — соединяет раскинувшийся вдоль берега моря город в единое целое.

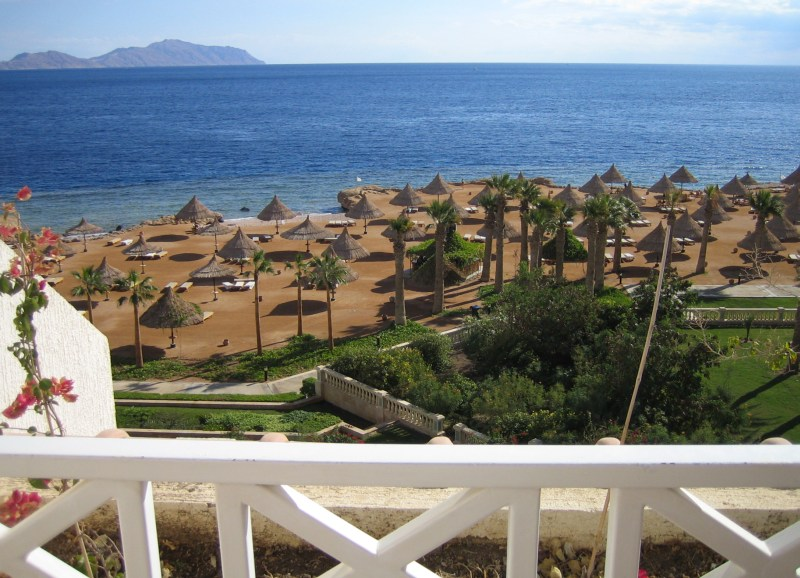
Вид на типичный песчаный пляж. На горизонте — остров Тиран

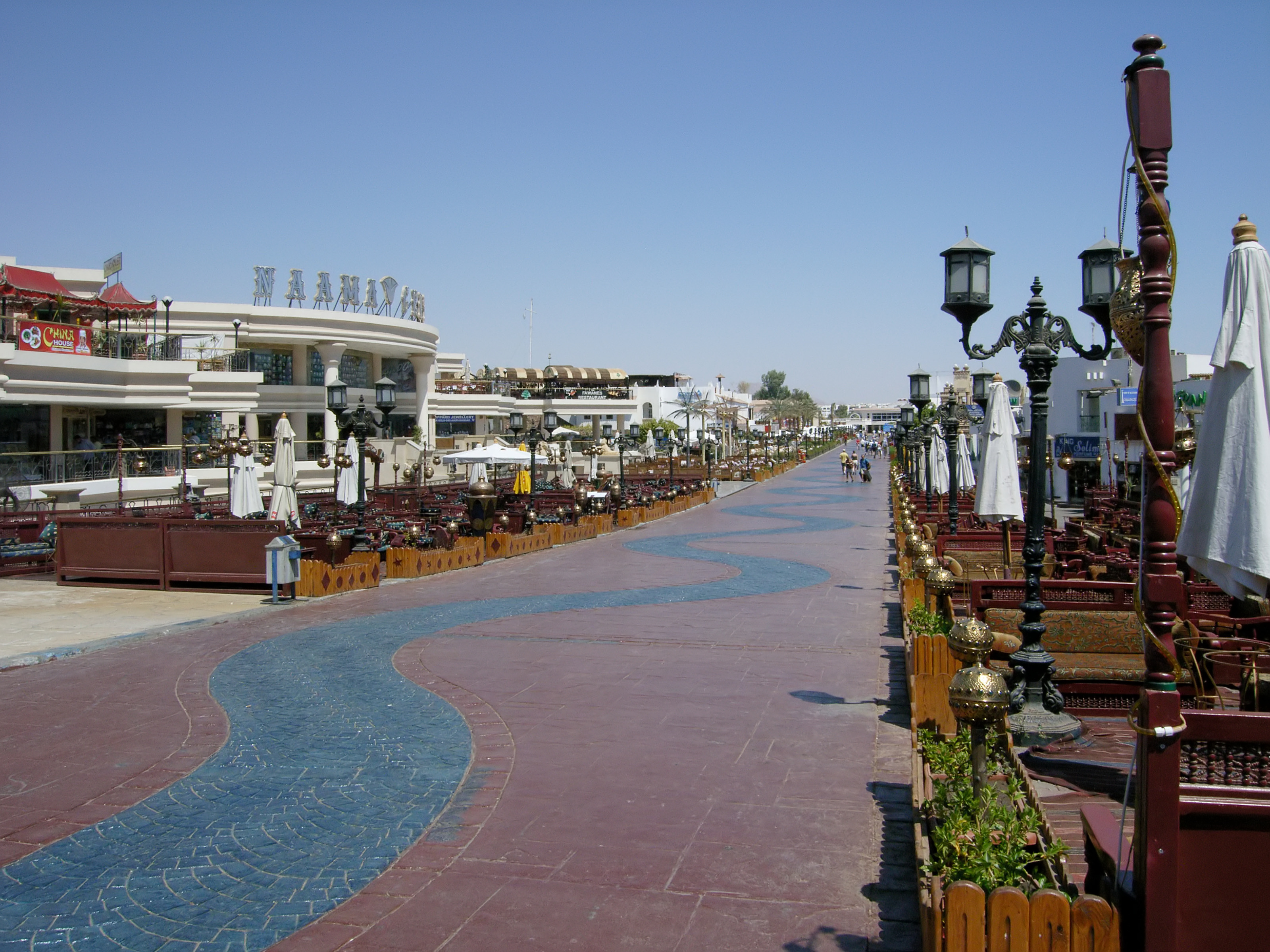
Торгово-развлекательная улица в Наама-Бей

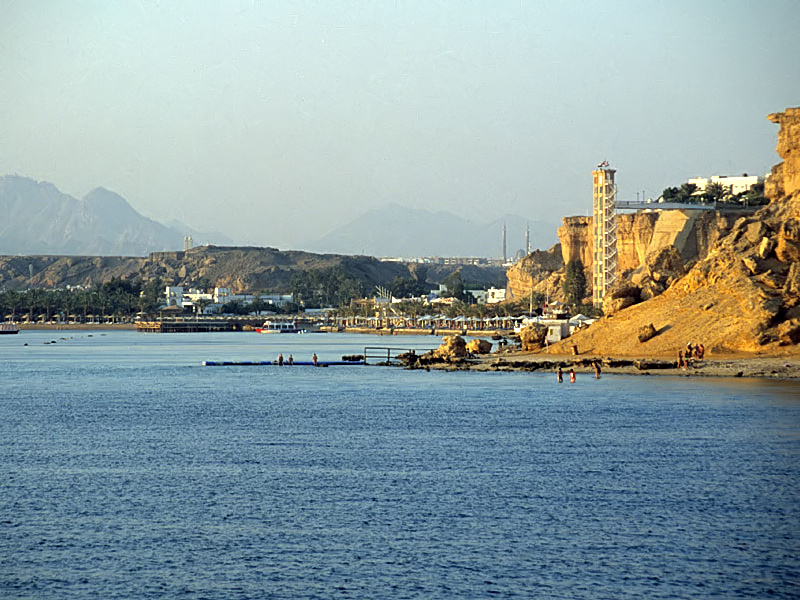
Скалистый берег Хадаба у бухты Шарм-эль-Майя

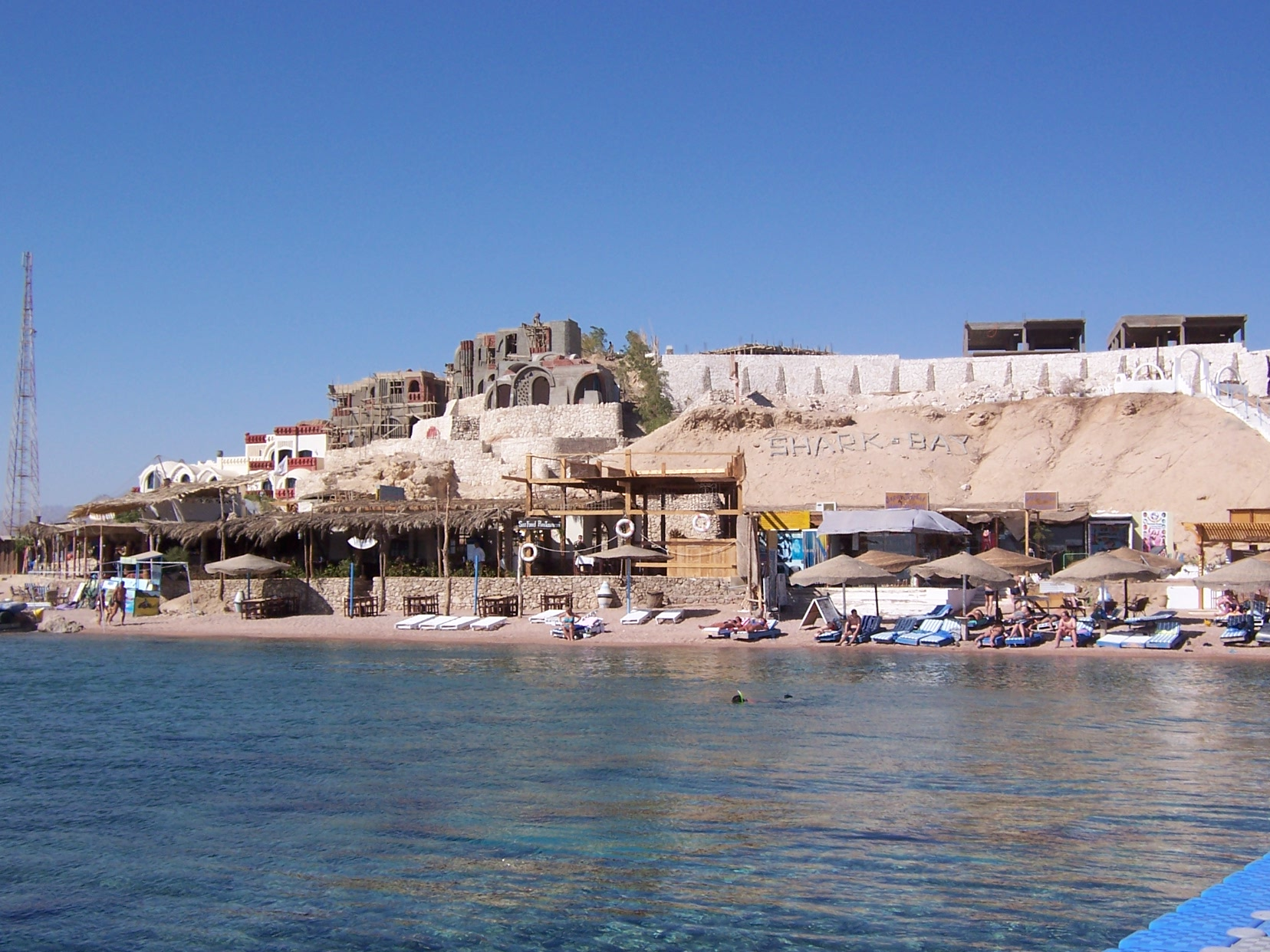
Скалистый берег Шаркс-Бей

В переводе с арабского Шарм-эш-Шейх — «бухта (залив) шейха». Шарм-эш-Шейх тянется с северо-востока на юго-запад на почти 30 километров вдоль западного берега залива Акаба, имеющего в черте города бухты Наама Бей и другие. С юго-запада город граничит с национальным парком Рас-Мохаммед на крайней южной точке Синайского полуострова, на северо-востоке — с национальным заповедником Набк, с северо-запада прикрыт от ветров и непогоды грядой Синайских гор, а с юго-востока омывается Красным морем.
Неподалёку от береговой линии города находится остров Тиран.

### Климат
Шарм-эш-Шейх имеет тропический пустынный климат с очень малым годовым количеством осадков. В январе—феврале ночные температуры опускаются до +15 °C (реже — до +10 °C), иногда бывает довольно прохладный ветер (самая низкая температура отмечена 23 февраля 2000 года и составила +5 °C), но днём светит яркое солнце и многочисленные посетители пляжей загорают и купаются.
Летом температура может подниматься до +45 °C и более в тени (абсолютный максимум был установлен 3 июня 2013 года и составил +46 °C), самым тёплым месяцем является август, средний максимум которого составляет +38 °C, и даже ночью температура ниже +30 °C, как правило, не опускается.
Температура воды в море не опускается ниже +20 °C даже зимой (летом поднимается до уровня +28 °C). Дожди в Шарм-эш-Шейхе очень редки, воздух сухой и тёплый в любое время года.
| Показатель                                                                                  | Янв. | Фев. | Март | Апр. | Май  | Июнь | Июль | Авг. | Сен. | Окт. | Нояб. | Дек. | Год  |
| ------------------------------------------------------------------------------------------- | ---- | ---- | ---- | ---- | ---- | ---- | ---- | ---- | ---- | ---- | ----- | ---- | ---- |
| Абсолютный максимум, °C                                                                     | 31   | 34   | 37   | 41   | 44   | 46   | 46   | 45   | 43   | 41   | 37    | 32   | 46   |
| Средний суточный максимум, °C                                                               | 21,7 | 22,4 | 25,1 | 29,8 | 33,9 | 37,0 | 37,5 | 37,5 | 35,4 | 31,5 | 27,0  | 23,2 | 30,2 |
| Средняя температура, °C                                                                     | 18,0 | 19,4 | 21,7 | 25,5 | 29,1 | 31,2 | 32,4 | 32,2 | 31,1 | 28,0 | 23,8  | 19,9 | 26,0 |
| Средний суточный минимум, °C                                                                | 13,3 | 13,7 | 16,1 | 20,1 | 23,8 | 26,5 | 26,7 | 28,0 | 26,5 | 23,4 | 18,9  | 15,0 | 21,0 |
| Абсолютный минимум, °C                                                                      | 7    | 5    | 10   | 12   | 17   | 23   | 20   | 23   | 22   | 17   | 14    | 8    | 5    |
| Норма осадков, мм                                                                           | 0,5  | 0,2  | 1,2  | 0,2  | 0,5  | 0    | 0    | 0    | 0,04 | 0,8  | 3,3   | 0,5  | 7,24 |
| Температура воды, °C                                                                        | 22   | 23   | 24   | 25   | 26   | 27   | 28   | 29   | 28   | 27   | 26    | 24   | 26   |
| Источник: Всемирная метеорологическая организация, WeatherTravel, Погода и Климат 1991-2020 |      |      |      |      |      |      |      |      |      |      |       |      |      |

## Население
Население по данным переписей 1996 и 2006 годов.
| 1996 | 2015    |
| ---- | ------- |
| 4306 | ↗73 000 |

## Структура и районирование
Город-курорт состоит из нескольких районов, построенных вдоль побережья, вокруг основных заливов (бухт):
- Шарм-эль-Майя (Sharm El Maya) — долинный район у одноимённой бухты с портом, расположенный на самом юго-западе курорта и знаменитый своими песчаными пляжами, отелями и восточным базаром «Старый рынок» (Old Market) в микрорайоне Старый город.
- Хадаба (Hadaba Um Sid), в том числе примыкающие микрорайоны Аида, Тауэр, Иль Меркато — район на возвышенности с отельными и жилыми кварталами, досуговыми центрами и коралловыми пляжами у скалистого берега той же бухты.
- Хай-эн-Нур — район с культовыми и жилыми зданиями.
- Наама-Бей (Naama Bay) — самое известное туристическое место, неофициальный центр Шарм-эш-Шейха. Этот район отличается наличием по соседству с отелями элитных торговых центров, казино, спортивных площадок, центров по дайвингу, ресторанов, ночных клубов и так далее, а также Клео-парком и пешеходной аллеей-променадом вдоль моря. Пляжи Наама-Бей — почти все с песчаным дном.
- Гарденс-Бей (Gardens Bay) — район с отелями, большинство — пятизвёздочные и четырёхзвёздочные.
- Корал-Бей (Coral Bay) — район с отелями и дайвинг-центрами.
- Шаркс-Бей (Sharks Bay) — район с отелями и дайвинг-центрами,
- Рас-Насрани (Ras Nusrani), в том числе SOHO, Montaza — район деловых центров и отелей, к которому примыкает аэропорт.
- Набк (Nabq) — самый удалённый район в нескольких километрах к северо-востоку от Наама-Бей, в сторону национального заповедника Набк (Nabq), напротив острова Тиран.

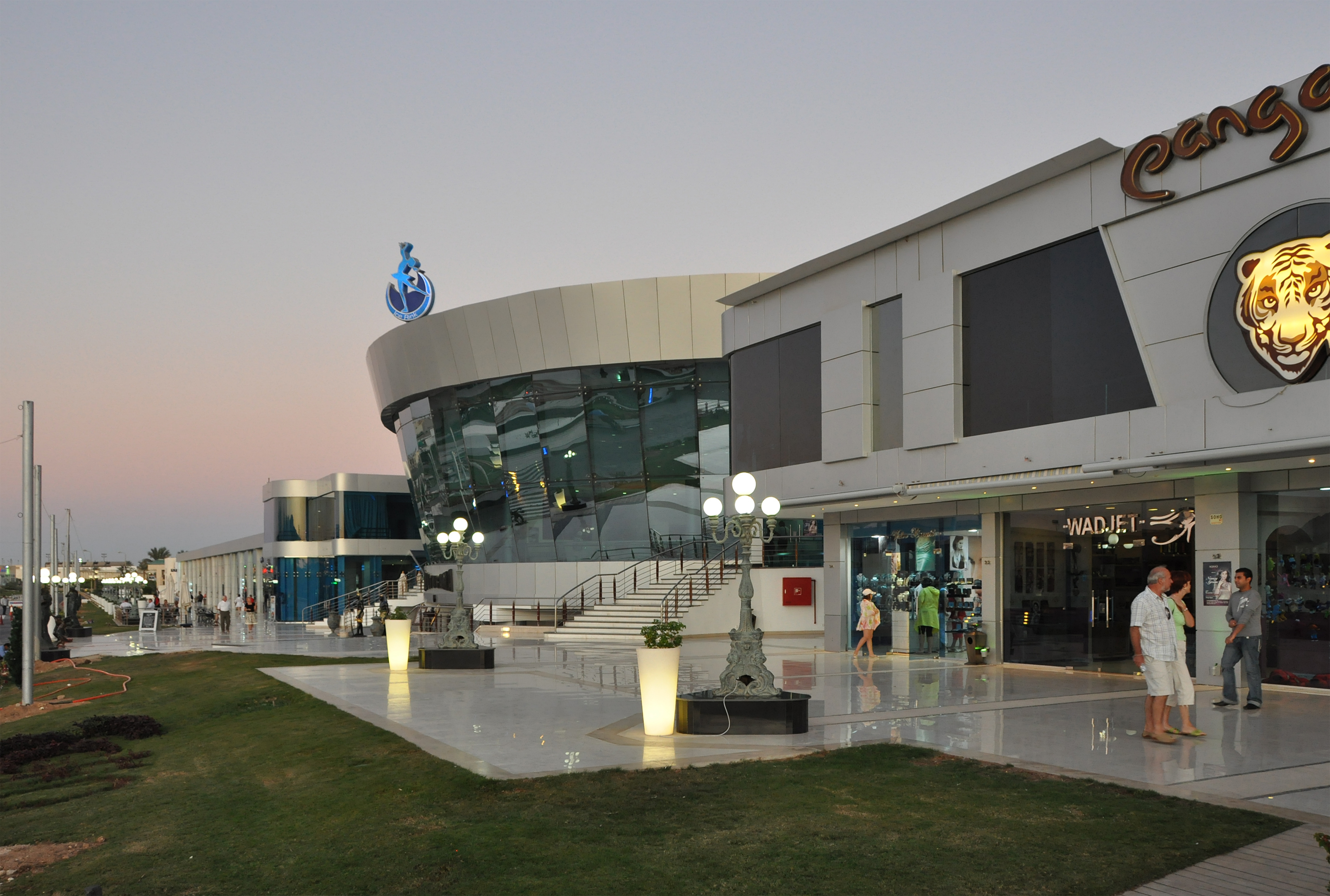
Новый деловой район SOHO

Так как Шарм-эш-Шейх ограничен двумя национальными заповедниками, выходящими к морю, то линия побережья, которая может быть занята постройками, имеет длину около 30 км. В настоящее время практические все участки берега, пригодные для строительства, застроены элитными отелями или отведены под возведение новых жилых комплексов. Город продолжает расти вглубь побережья, в сторону горной гряды.
Наиболее известными районами и микрорайонами Шарм-эш-Шейха являются Наама, Старый город, Хадаба, Аида, Тауэр, Иль Меркато, Дельта-Шарм и SOHO, Хай-эн-Нур, Ривьера, Хай-Салям, Крисс, Набк.
Строится много новых отельных и жилых микрорайонов: Голд-Шарм, Сан-Шайн, Санни-Лейк, Монтаза, многие другие.
В районе международного аэропорта Шарм-эш-Шейх расположены: Рауаби, Имар, Монтаза.
В городе нет высотных и даже многоэтажных зданий. Как правило, жилые дома возводятся в виде небольших комплексов благоустроенных одно- и двухэтажных вилл, а также таунхаусов, которые, как и многочисленные двух- и трёхэтажные отели, сосредоточены вокруг хорошо озеленённой территории с современной инфраструктурой, магазинами, ресторанами, бассейнами и садами.

## Транспортное сообщение

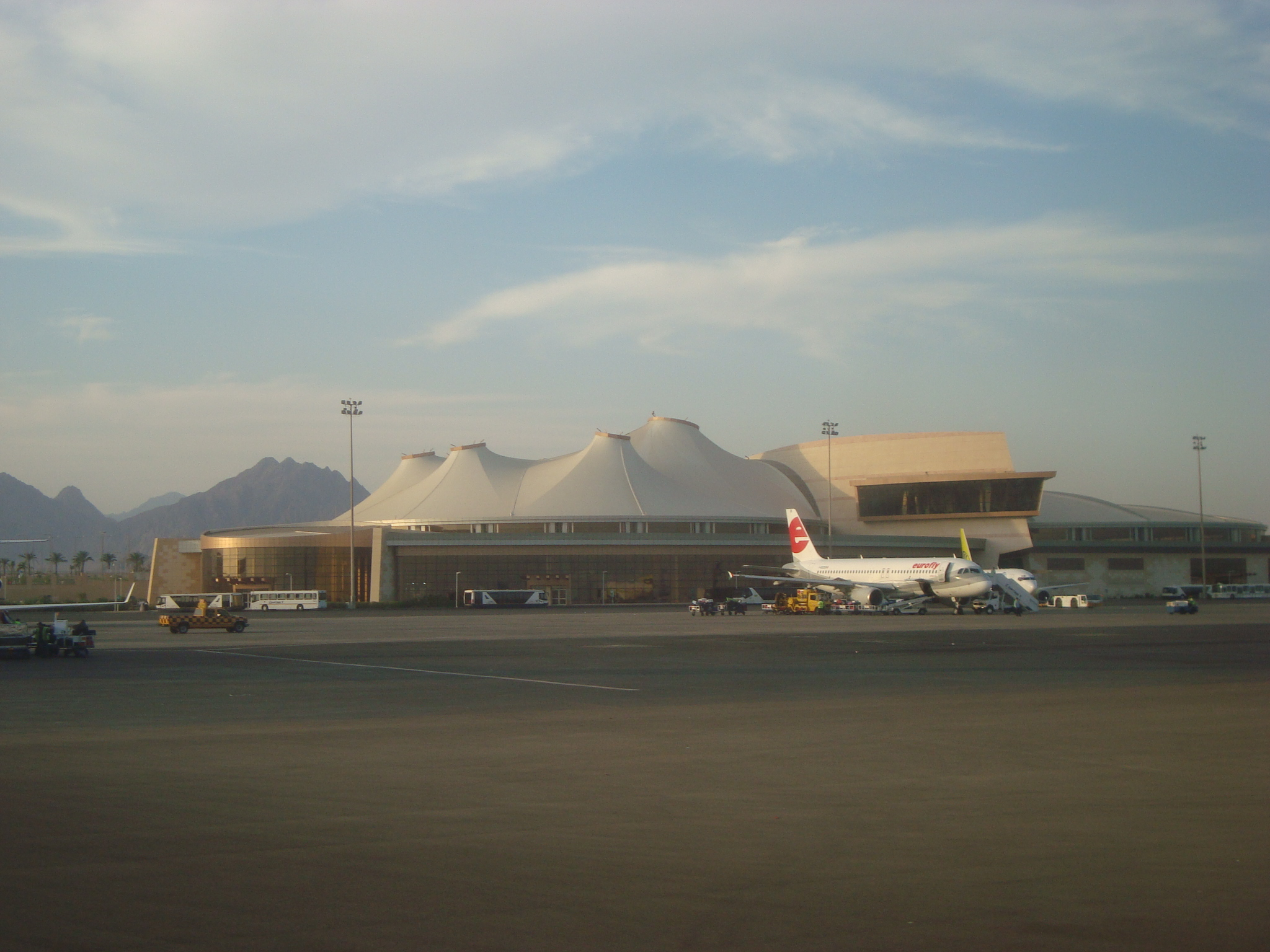
Аэропорт

Географическое положение города обусловливает его транспортное значение для всего Синайского полуострова.
Шарм-эш-Шейх — «воздушные ворота» Синая. Международный аэропорт Шарм-эш-Шейха, ранее Аэропорт Рас-Назрани (Ras Nasrani) — первый и самый большой международный аэропорт на Синайском полуострове. Через него проходят воздушные сообщения как самого Шарм-эш-Шейха, так и остальных курортов полуострова — Дахаба, Табы, Нувейбы. Подавляющее большинство туристов и гостей прибывает на полуостров и возвращается с него именно воздушным путём.

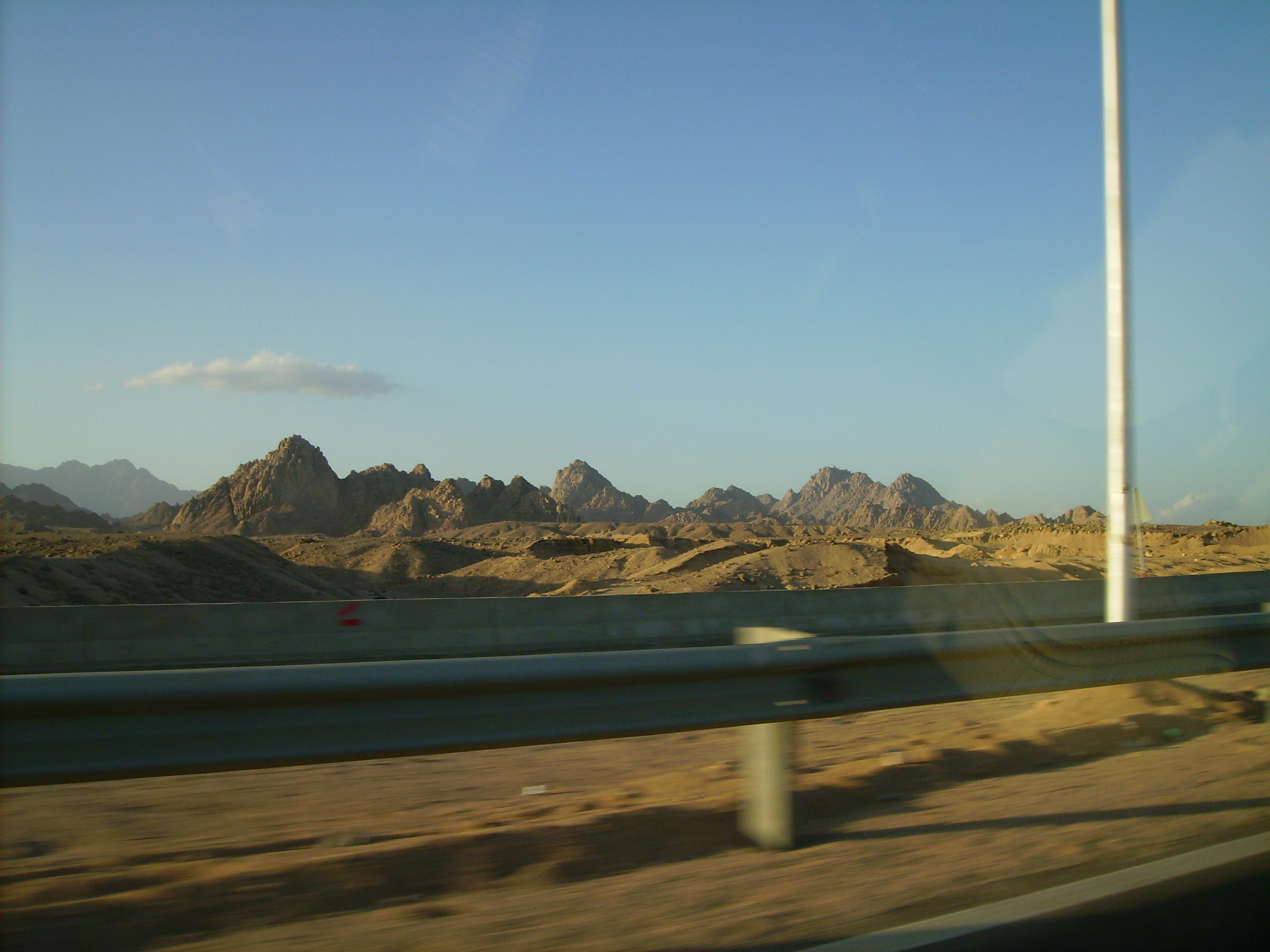
Вид на горную гряду неподалёку с одного из городских шоссе

Автотранспорт. Большинство автомобильных дорог Синая, кроме некоторых малозагруженных дорог полуострова, ведущих из его глубины к Туннелю Ахмеда Хамди, проходят через Шарм-эш-Шейх. Все дороги поддерживаются в хорошем состоянии, оборудованы (кроме светофоров) и постоянно развиваются. В городе развит сервис проката автомобилей и лёгких скутеров, и за несколько дней можно самостоятельно обследовать Шарм-эш-Шейх и его окрестности. Дорожная полиция, как правило, очень лояльна к иностранцам. От автостанции города до разных городов Нижнего Египта ходят регулярные междугородные автобусы.
Городской транспорт в Шарм-эш-Шейхе представлен в основном маршрутными такси, которые движутся по городу без указания маршрутов (пассажиры голосуют и спрашивают район города) и расписания (тем не менее за счёт их большого количества ожидание днём не превышает, как правило, 1—2 минут). Развит бизнес частных таксомоторов, общее количество которых намного превышает спрос, ввиду чего таксисты окликают сигналами каждого стоящего у отеля и идущего по тротуару в том же направлении, а поездка в любой конец города в любое время дня и ночи вполне доступна.
Морское сообщение ограничено регулярными рейсами в Хургаду (приблизительно 2 часа в пути), а также круизными и экскурсионными маршрутами, организуемыми, как правило, крупными туристическими компаниями из главного порта и пристаней в отдельных частях города.
Внутреннее авиационное сообщение города очень активно. В день из Шарм-эш-Шейха совершается около 10 рейсов в Каир. Есть рейсы в Луксор, Хургаду и другие города.

## Подводный мир

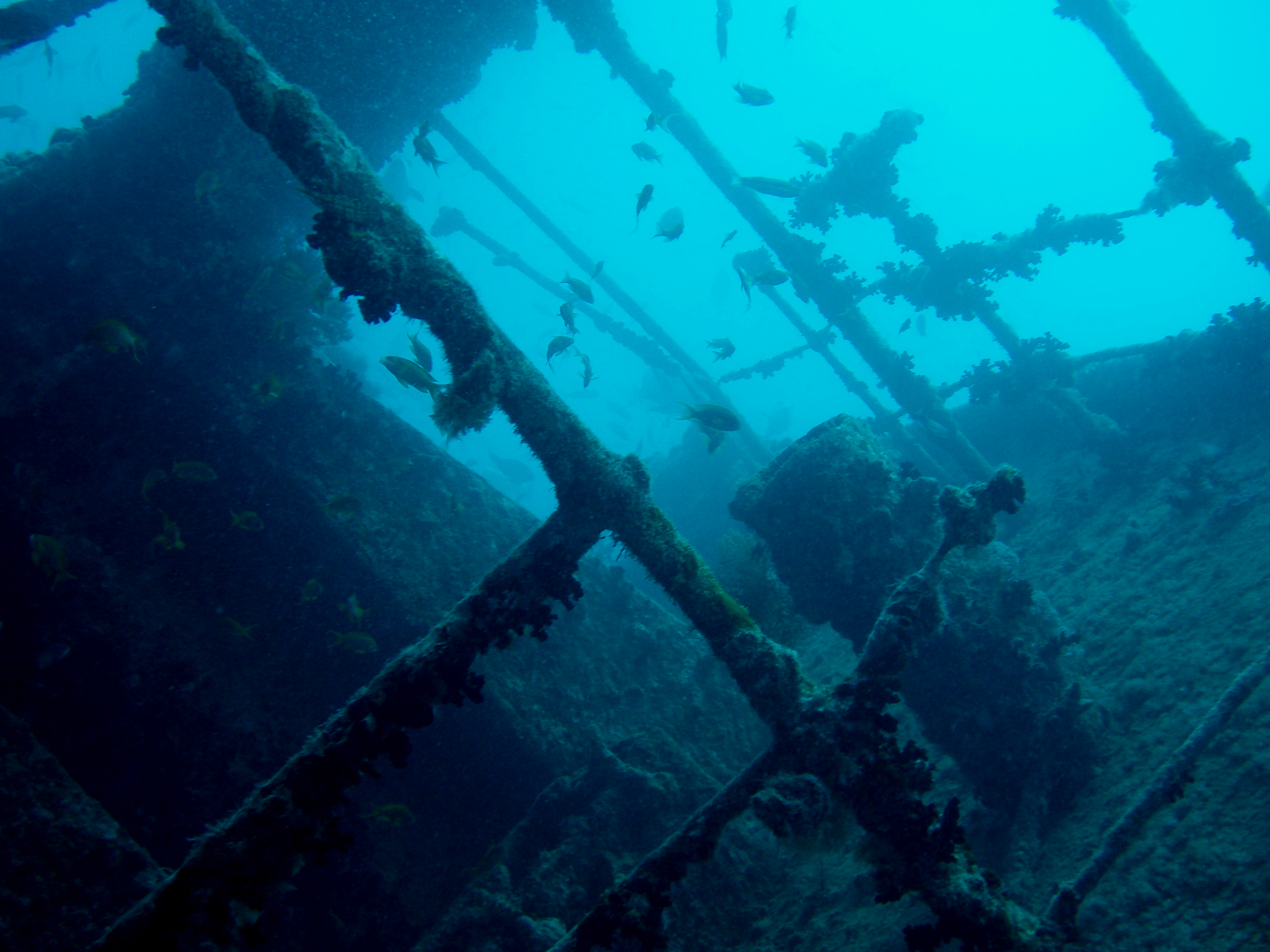
Затонувший корабль Тистлегорм — одно из популярных мест подводных экскурсий

Шарм-эш-Шейх — хорошее место для подводного плавания. Чистая, тёплая и прозрачная вода, богатый подводный мир и большое количество коралловых рифов создают хорошие условия для занятия дайвингом и снорклингом как зимой, так и летом. К услугам туристов — многочисленные дайвинг-клубы, школы подводного плавания, яхты, инструкторы, а также пункты проката масок, ласт, аквалангов и тому подобного оборудования.
Для ценителей красот подводного мира организуются экскурсии в национальный парк Рас-Мохаммед, отличающийся большим разнообразием кораллов, а также иных форм морской флоры и фауны.
В Суэцком заливе находится затонувший в 1941 году британскийй сухогруз SS Thistlegorm с военным грузом на борту, и к нему совершаются экскурсии дайверов, имеющих соответствующую подготовку и сертификат.
Практически по всему побережью Шарм-эш-Шейха, за исключением некоторых пляжей, необходимо входить в воду в специальной обуви, так как у берега начинаются острые коралловые рифы, на которых к тому же много морских ежей.
Появления медуз и акул у берегов крайне редки, хотя в единичных случаях дело доходило до гибели туристов от последних.

## Туризм и отдых

Типичный вид озеленённого входа в отель (на улице City Council)

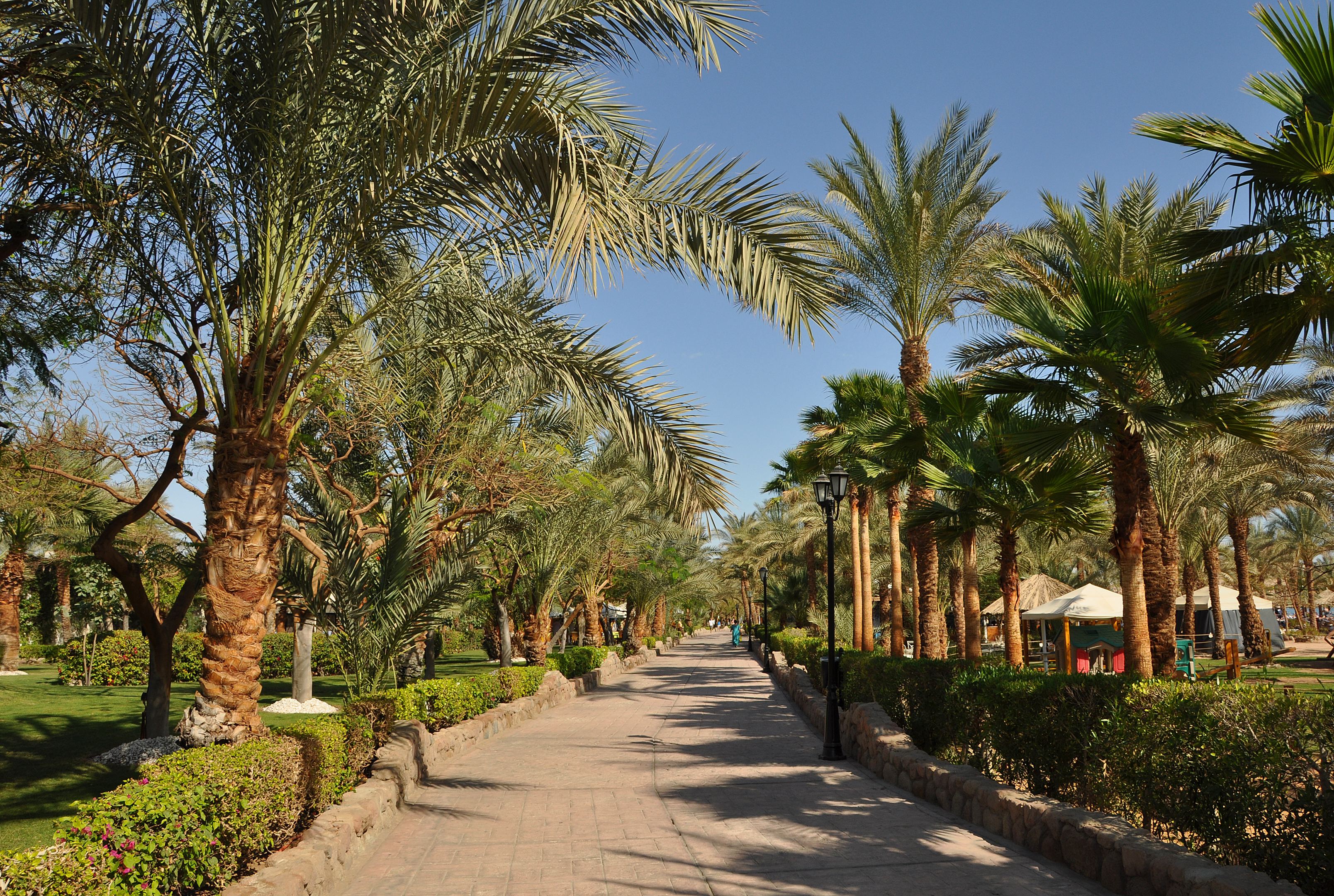
«Променад» Наама-Бей

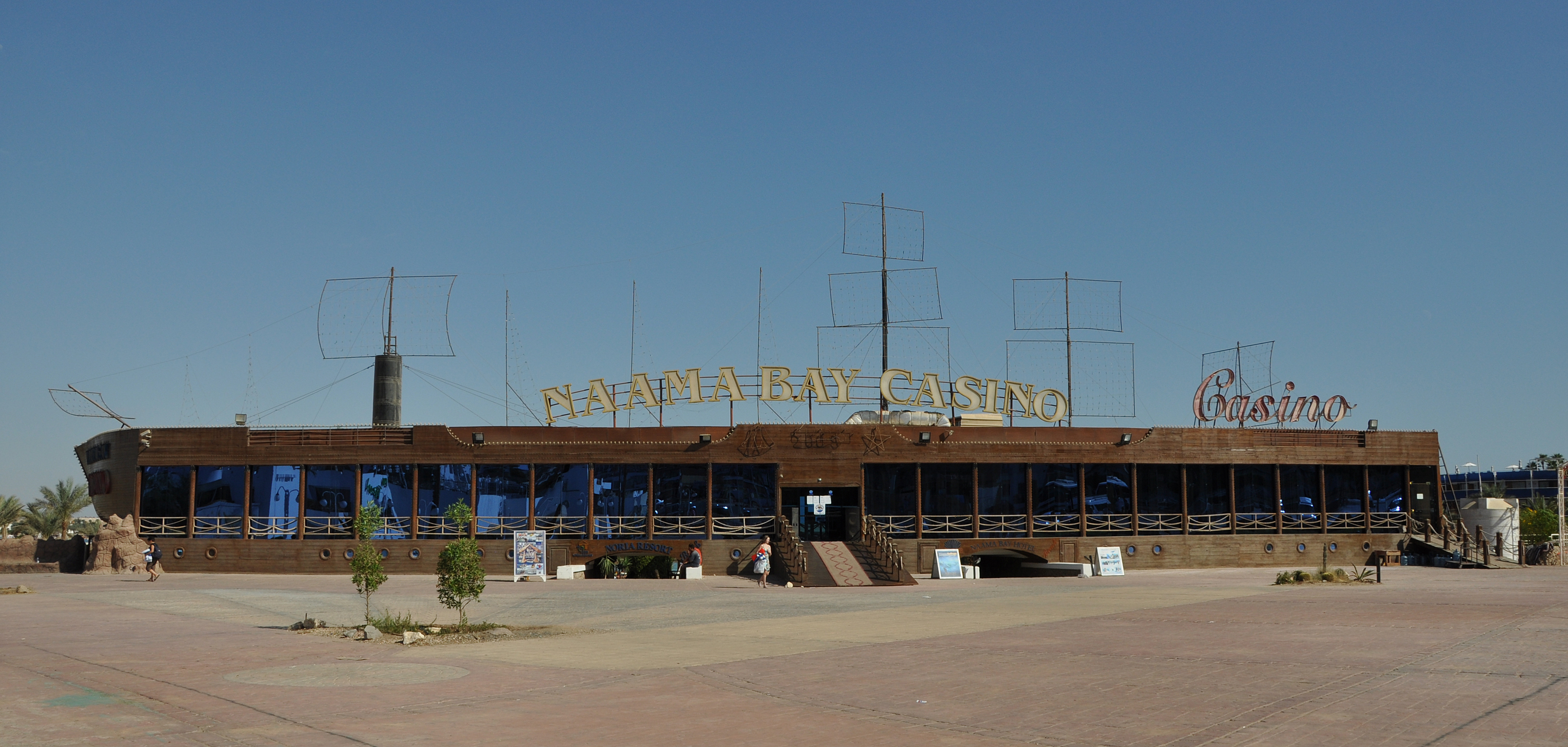
Казино в Наама-Бей

На побережье Шарм-эш-Шейха расположено множество отелей, пляжей, мест отдыха. В городе действуют более 200 отелей разного класса и ценовой категории. Практически во всех отелях устроены бассейны, а также осуществляется бесплатные доступ или автобусный подвоз к пляжам. На пляжах кроме купания и загорания предлагается широкий спектр услуг по снорклингу, дайвингу, катанию на водных лыжах и скутерах, плаванию на катерах со стеклянным дном и в батискафах, по подводным и другим морским экскурсиям. Развито жилищное строительство — климат и современная инфраструктура привлекают инвесторов из различных стран. По всему побережью, а также на других свободных участках города продолжается строительство новых отелей, жилых комплексов, центров развлечений.
Для отдыха граждан России, Украины, Евросоюза и ряда других стран в городе, как и на остальной части Синайского полуострова, действует безвизовый режим. Бесплатный так называемый Синайский штамп, разрешающий нахождение до 15 дней и достаточный для пребывания на всём Синае (а также для выезда в Израиль и Иорданию), и туристическая виза за 25 долларов, разрешающая нахождение 30 дней на всей территории Египта (обязательная, если планируются поездки к Пирамидам и в Луксор), оформляются в аэропорту по выбору туриста.
В 2007 году открылся новый терминал Международного аэропорта, способный принимать и выпускать до 50 самолётов в день. В городе работает Международный медицинский центр. В городе, в районе Хай-эн-Нур, построены новые православная церковь и большая мечеть (открыта в 2007 году, самая большая до достройки мечети в Старом городе).
Жизнь в городе построена вокруг индустрии туризма. Подавляющее большинство туристов в городе — из России и стран СНГ, также значительна доля отдыхающих из Италии и Польши, меньше — из прочих стран. Большинство вывесок продублировано на русском языке. Из города организуются популярные автобусные и самолётные экскурсии в окрестные достопримечательности, египетские Каир, Пирамиды Гизы, Александрию, Луксор, монастырь Святой Екатерины, гору Моисея, израильские Иерусалим, другие города и на Мёртвое море, палестинский Вифлеем, иорданскую Петру.
Ночная жизнь Шарм-эш-Шейха знаменита своими дискотеками, ночными клубами, казино и шоу-представлениями.
В городе, помимо обычной, функционирует так называемая «туристическая полиция» (Touristiq Police) — специально подготовленные сотрудники, задача которых состоит в предотвращении каких-либо проблем у гостей города.

## Достопримечательности

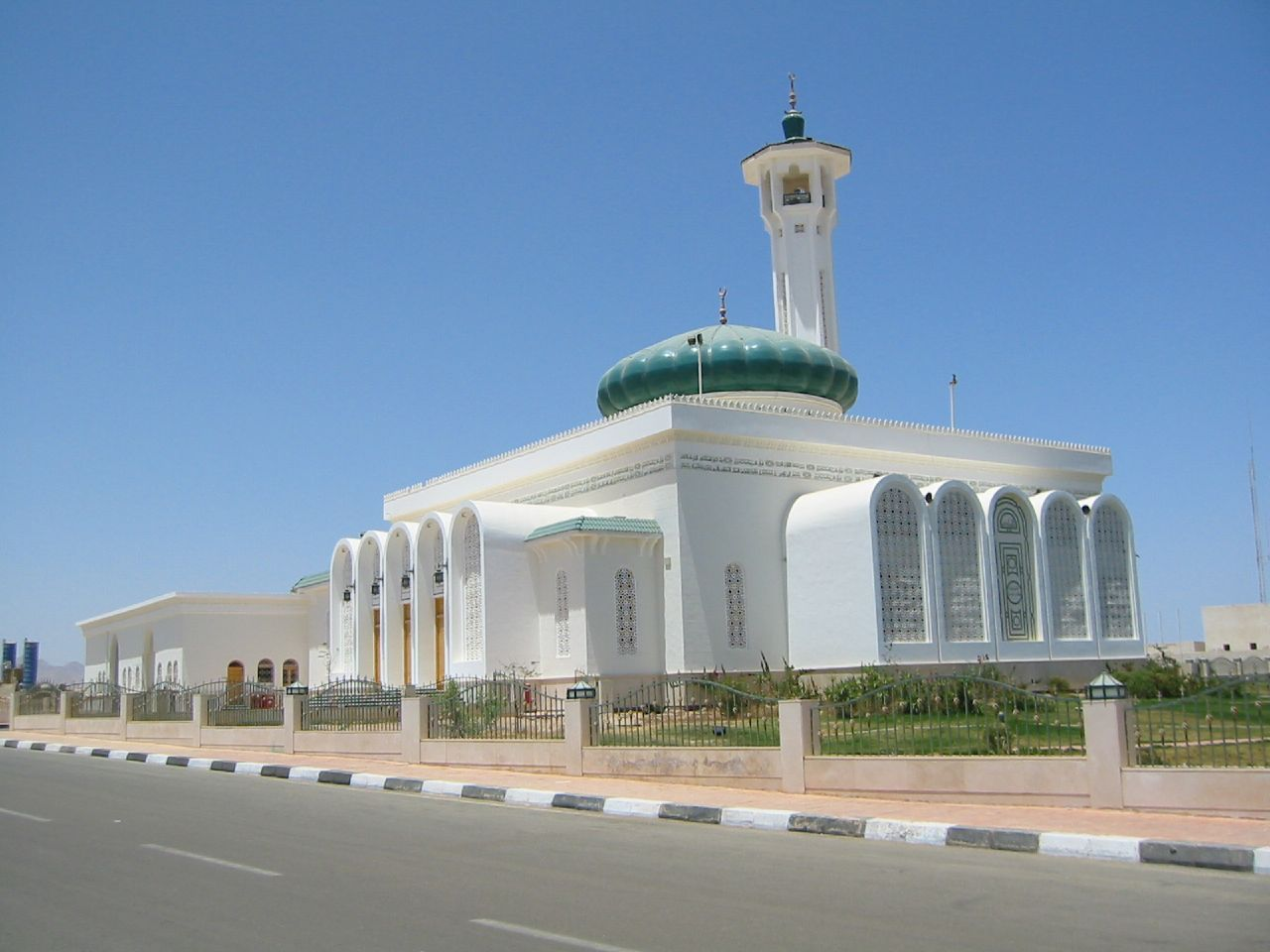
Мечеть в Шарм-эш-Шейх

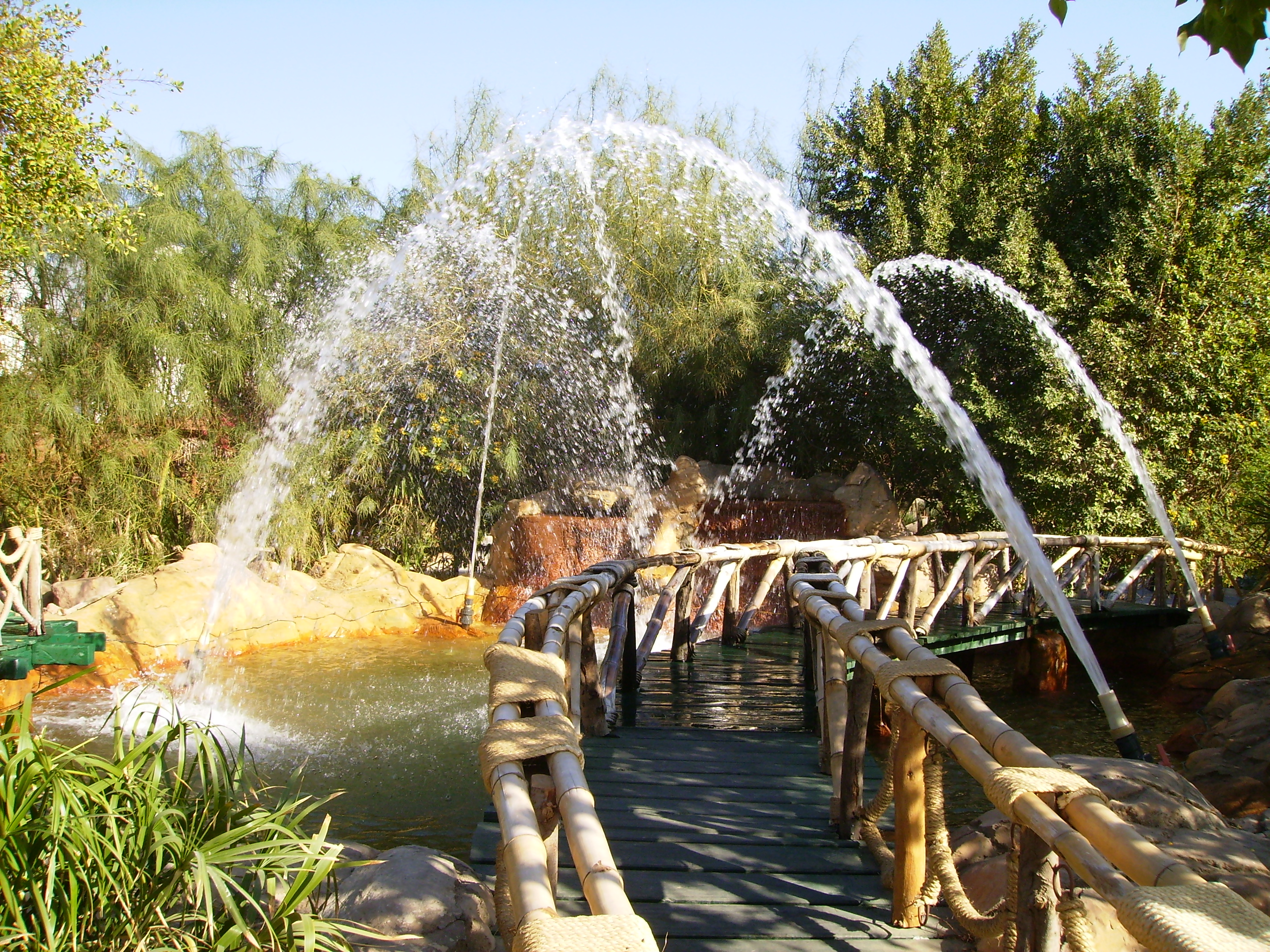
Фонтан в Дельта-Шарм

К основным местным и окрестным достопримечательностям, доступным прибывшим в Шарм-эш-Шейх туристам, относятся:
- Синайские горы с горой Моисея и соседствующий монастырь Святой Екатерины с неопалимой купиной
- национальный заповедник Рас-Мохаммед
- национальный заповедник Набк
- коралловые рифы острова Тиран
- Старый город с восточным базаром «Старый рынок» (Old Market) и обзорной скалой
- район Наама-Бей с торгово-развлекательным кварталом, искусственным водопадом, пешеходным «Променадом» и «Панорамой Шарм»
- развлекательный комплекс «1001 ночь» и сопутствующая торговая галерея в Хадабе
- развлекательный комплекс Hollywood
- сквер Сохо
- новый аквапарк в Хадабе
- Клео-парк в Наама-Бей
- дельфинарий Dolphina в Набке

## Стратегическое значение

Полицейский пост

Удачное географическое расположение Шарм-эш-Шейха позволяет Египту при необходимости блокировать из его порта судоходство через Тиранские проливы, представляющие собой единственный выход в Красное море для Иордании и Израиля. В 1967 году Египет попытался применить на практике такую возможность, что привело к вооружённому столкновению с Израилем — Шестидневной войне. Ранее в регионе было достаточно напряжённо — до 1979 года Египет участвовал в нескольких локальных войнах, а в новейшее время в 2005 году произошла единичная атака исламистских фанатиков, недовольных туристической открытостью города. В настоящее время на территории города дислоцировано несколько воинских частей.
Современное руководство Египта отказалось от воинственного курса на Ближнем Востоке и способствует развитию туризма. Туризм стал для страны второй по объёму статьёй дохода после получения платы за проход судов по Суэцкому каналу. Доходы от туристической отрасли в стране превысили поступления от добычи и продажи нефти. Наряду с Хургадой, Шарм-эш-Шейх стал важнейшим египетским курортом. Число находящихся в городе туристов (особенно в высокий сезон) превышает собственное 40-тысячное население во много раз, доводя фактическую численность до 200 тысяч и более.
Правительство постоянно работает над поддержанием политической стабильности в регионе. С Израилем у Египта действует подписанный в 1979 году мирный договор, на основании которого город вместе со всем Синайским полуостровом был возвращён Египту и демилитаризован. Граждане Израиля, в свою очередь, могут посещать территорию Синая без виз. Шарм-эш-Шейх находится в зоне «C» Синайского полуострова, где Египту запрещено размещение воинских гарнизонов. В городе расположен один из лагерей миротворческой миссии — Многонациональных сил и наблюдателей. На улицах патрулируют наряды военизированной полиции, отвечающие за порядок в городе и безопасность жителей и туристов.
Шарм-эш-Шейх является местом частого проведения национальных, панарабских и международных конференций. В 1999 году при участии госсекретаря США, президента Египта и короля Иордании между израильским премьером и палестинским лидером здесь был подписан Шарм-эш-Шейхский меморандум об урегулировании на палестинских территориях. В 2005 году город принял саммит лидеров стран Ближнего Востока. В 2006 и 2008 годах в городе проходил Всемирный экономический форум по Ближнему Востоку. Международный конгресс-центр города может принять до 4700 участников.